# Sixth form
Nos sistemas educacionais da Inglaterra, Irlanda do Norte, País de Gales, Jamaica e alguns outros países da Commonwealth, a sixth form representa os dois últimos anos do ensino secundário, com idades entre 17 e 18 anos. Na Inglaterra, País de Gales e Irlanda do Norte, o termo Key Stage 5 tem o mesmo significado. Refere-se apenas à formação académica e não à formação profissional.